# Sechsband-Steinbrassen
Der Sechsband-Steinbrassen oder Sechsband-Streifenfalterfisch (Tilodon sexfasciatus, Syn.: Chaetodon sexfasciatus, C. ocellipinnis, Tilodon australis, T. sexfasciatum, Vinculum sexfasciatus), in Australien Moonlighter genannt, ist ein Meeresfisch, der an der Küste Südaustraliens und Tasmaniens vorkommt.

## Merkmale
Die hochrückigen, bis zu 40 Zentimeter lang werdenden Fische ähneln den Falterfischen der Gattung Chelmon aus dem tropischen Indopazifik. Sie haben eine weißliche Grundfarbe und zeigen auf den Seiten sechs, senkrechte dunkle Bänder. Jungfische sind spitzköpfiger als ausgewachsene Fische und haben auf dem weichstrahligen Teil von Rücken- und Afterflosse je einen schwarzen, gelb umrandeten Augenfleck.
- Flossenformel: Dorsale X/20–21, Anale III/17–19.

## Lebensweise
Der Sechsband-Steinbrassen lebt paarweise, als Einzelgänger oder in kleinen Gruppen an felsigen, algenbewachsenen Riffen in Tiefen von 5 bis 30 Metern und ernährt sich vor allem Algen, aber auch von kleinen Wirbellosen. Jungfische finden sich eher in flachen geschützten Buchten, adulte Tiere eher in größeren Tiefen.

## Systematik
Die Art wurde 1842 durch den schottischen Naturforscher John Richardson als Chaetodon sexfasciatus beschrieben und 1881 durch Alexander Thominot in die monotypische Gattung Tilodon gestellt. 